# Francis Jourdain
Pour les articles homonymes, voir Jourdain (homonymie).
Pour l'homonymie ornithologue et zoologiste britannique, voir Francis Charles Robert Jourdain.
Francis Jourdain né à Paris le 2 novembre 1876 et mort dans la même ville le 31 décembre 1958 est un peintre, designer et dessinateur français.
Il s’affirme comme l'un des pionniers du Mouvement moderne en amorçant la doctrine fonctionnaliste au début des années 1900. Très engagé idéologiquement dans l’anarchisme, le socialisme puis le communisme, ses approches artistiques sont diversifiées : peintre, graveur, céramiste, décorateur, architecte d'intérieur, biographe. Pour Pierre Kjelberg il est « l’un des décorateurs les plus en pointe de l’entre-deux-guerres, étonnamment en avance sur son temps ». Il fonde les arts décoratifs modernes et théorise leur application au cadre de vie populaire en diffusant, dès 1913, un mobilier utile, épuré, sans ornement, conçu pour être produit en série à bas prix.

## Biographie

### Les groupes d'artistes militants (1896-1906)
Fils de l'architecte Frantz Jourdain, Francis Jourdain bénéficie de nombreuses relations dans les milieux artistiques auprès desquels il va s'engager. De 1891 à 1899, il se rapproche du groupe « Les Six », réunissant Alexandre Charpentier, Jean Dampt, Charles Plumet, Henri Nocq, Félix Aubert et Tony Selmersheim qui veulent donner le ton à une nouvelle décoration en suivant strictement la « vérité des matériaux », faisant de la proportion, du contraste et de la matière, les seuls ornements. Il s’agit de mettre en accord l’idéal social de William Morris et le rationalisme de Viollet-le-Duc, tout en abandonnant leurs idéaux moyenâgeux pour aboutir à la simplicité d'un « art utile » déjà revendiqué par Joseph Proudhon. Le Groupe des Six annonce ainsi l’architecture d’Auguste Perret, prévoyant déjà, pour l’Exposition de 1900, un « Foyer moderne » qui devait recourir aux techniques les plus récentes avec structure béton, dans une construction et une décoration extrêmement rationnelle. Mais la seule réalisation majeure de ce groupe reste la décoration de la villa Majorelle à Nancy, à laquelle participe Francis Jourdain et qui s'inscrit pleinement dans le style Art nouveau en 1901-1902.
En attendant plus de changement, le magazine britannique The Studio cite Alexandre Charpentier comme l'exemple type de « l'artisan-artiste » que recherche William Morris et qui n'est ni un bohème, ni un artiste sophistiqué mais un homme du peuple, intelligent ouvrier. C'est dans cette direction que Francis Jourdain prolonge son engagement.
Aux côtés d'Octave Mirbeau, il soutient les romanciers du petit peuple, Charles-Louis Philippe et Marguerite Audoux, une amitié fondée dans le « groupe fraternel » où il s'implique directement avec son épouse Agathe, autour de Charles-Louis Philippe, de sa compagne du moment Milie, de Léon-Paul Fargue, Charles Chanvin, Jules Iehl alias Michel Yell, Marguerite Audoux, etc. Tous formeront le « Groupe de Carnetin » — nom du village où ils louent collectivement une maison de campagne de 1904 à 1907. Alexandre Charpentier et Octave Mirbeau animent aussi la revue L'Art pour tous, étroitement liée à l'Université populaire, où les rédacteurs vantent les idées de William Morris sans pour autant jeter le discrédit sur la machine, admettant que la mécanisation n'est pas inévitablement génératrice de frustration et de laideur. Idées nouvelles qui vont influencer notablement Francis Jourdain.

### Engagement politique
Il collabore aux revues anarchistes La Révolte, L'Ennemi du peuple, Le Libertaire et La Rue. Il prend position en faveur du capitaine Dreyfus.
En 1904, il participe au Congrès antimilitariste d’Amsterdam durant lequel est créée l’Association internationale antimilitariste.
En 1912, en même temps qu'un groupe d'anciens anarchistes du journal La Guerre sociale, il adhère au Parti socialiste (SFIO).

### Une jeunesse comme peintre (1906-1912)
Les relations de son père avec les milieux artistiques permettent aussi à Francis Jourdain de rencontrer de très grands acteurs de la vie intellectuelle du moment, il rencontre ainsi Claude Monet, Émile Zola ou encore Alphonse Daudet et surtout se sensibilise à la peinture. Il leur doit aussi son rapprochement avec son premier maître, Eugène Carrière dont il retient l’idée que regarder c’est aussi comprendre, principe d’intelligibilité des œuvres qui le rapproche déjà de « l’honnêteté » des Arts and Crafts. Il assiste Albert Besnard qui réalise son portrait en 1892. Il admire les nabis, Pierre Bonnard, Albert André et Édouard Vuillard, et les fauves, Henri Matisse et Albert Marquet. En 1893, il rencontre Vuillard et devient l'ami d'Henri de Toulouse-Lautrec qui va l'introduire dans les milieux anarchistes.
Imprégné par l'idée en vogue de « l'art pour tous », sa sensibilité sociale l'éloigne surtout des motifs impressionnistes habituels, pour capter les instants de la vie quotidienne, entrant dans des scènes situées dans les banlieues et les quartiers ouvriers. Dans la ligne du post-impressionnisme, il ne reproduit pas simplement une esquisse mais réinterprète en jouant sur les effets de mémoire, de réflexion, d'harmonisation des volumes et des couleurs. Cependant, s'il expose régulièrement et multiplie les tentatives pour s'imposer entre 1906 à 1912 dans les salons d'art et les galeries, il se montre insatisfait et va préférer se spécialiser dans l'ameublement.

### Les meubles interchangeables (1913)
Le passage de Francis Jourdain vers le mobilier s'explique aisément dans son engagement politique qui le convainc d'utiliser le pouvoir de l'art pour réformer le cadre intime de la vie quotidienne. Ces idées ne trouvent leur expression qu’au deuxième Salon d’Automne en 1904, dans un buffet qu'il coédite avec Édouard Cousin et qui inaugure la série des « Meubles interchangeables ». Ces meubles doivent être simples, s’adapter à plusieurs fonctions, être à bas prix et économes en place. Il les dessine en 1912 et les produit en série à partir de l’année suivante dans sa propre entreprise : « Les Ateliers modernes ». Il abandonne alors définitivement la peinture et la gravure.
Ce passage vers l'architecture d'intérieur influence également ses publications. Les articles qu'il rédige pour la revue Les Cahiers d'Aujourd'hui s'orientent vers ce sujet dans une ligne éditoriale anarchiste où est accusé le passéisme français dans la décoration et l'architecture. En 1913, il fait publier dans cette revue la première traduction de Crime et ornements d’Adolf Loos. L'influence est large et immédiate sur les Dadaïstes ou sur Le Corbusier ; quant à Francis Jourdain, à partir de cette date, il donne à ses meubles une allure extrêmement sobre et rectiligne — y compris pour ceux qu'il installe dans son nouveau logement situé dans l'immeuble de la rue Vavin, réalisé par Henri Sauvage, qu'il va ensuite présenter au Salon d'automne de 1913.

### Sur l'aile gauche des décorateurs (1913-1925)
La réception de son œuvre et son succès mitigé inaugurent une très longue série d'accusations que la critique va porter contre le Mouvement moderne : « On me reprocha d'être sévère, janséniste, protestant, allemand, collectionneur de caisses à savon, emballeur, fabricant de cercueils. Et socialiste. » Il reçoit cependant les félicitations de Charles-Édouard Jeanneret et un article illustré en première page du journal de Jean Jaurès, L'Humanité, bien que l'ensemble soit encore beaucoup trop cher pour une famille ouvrière. Son minimalisme lui vaut cependant d'être remarqué par Jacques Copeau et qui lui confie — toujours en 1913 — l'aménagement des premiers décors du théâtre du Vieux-Colombier qui inaugurent un nouveau genre de mise en scène, dépouillée et sans machinerie. Comme le signale Suzanne Tise :

« Les décors que Jourdain effectua pour le théâtre entre 1911 et 1913 étaient conformes à sa conception de la décoration domestique : obtenir un maximum avec un minimum de moyens. De manière plus importante encore, ils exprimaient un idéal qui devait imprégner toute son œuvre : laisser s'effacer l'artiste plutôt qu'imposer un style artistique individuel. »

Cette idée d'un ameublement utilitaire et non-décoratif continue de l'inspirer dans ses créations à venir, comme les meubles de voyage de la marque Innovation (1918) ou la nursery pour Mme James-Henri de Rothschild (1920). Il élargit encore ses activités quand le Salon d'automne ouvre une section consacrée à l'art urbain : Francis Jourdain y participe en 1923, proposant la vitrine d'un potier. C'est alors qu'il se rapproche des architectes Georges Djo-Bourgeois, Pierre Chareau, Gabriel Guevrekian et René Herbst. Tous se distinguent désormais des autres artistes décorateurs en affirmant la structure  plus que les effets décoratifs des couleurs et des ornements, et ils obtiennent ainsi les faveurs de Robert Mallet-Stevens qui les sélectionne pour l'aménagement de la villa Noailles en 1924 et où il figure avec une chaise dans la chambre de Marie-Laure de Noailles.

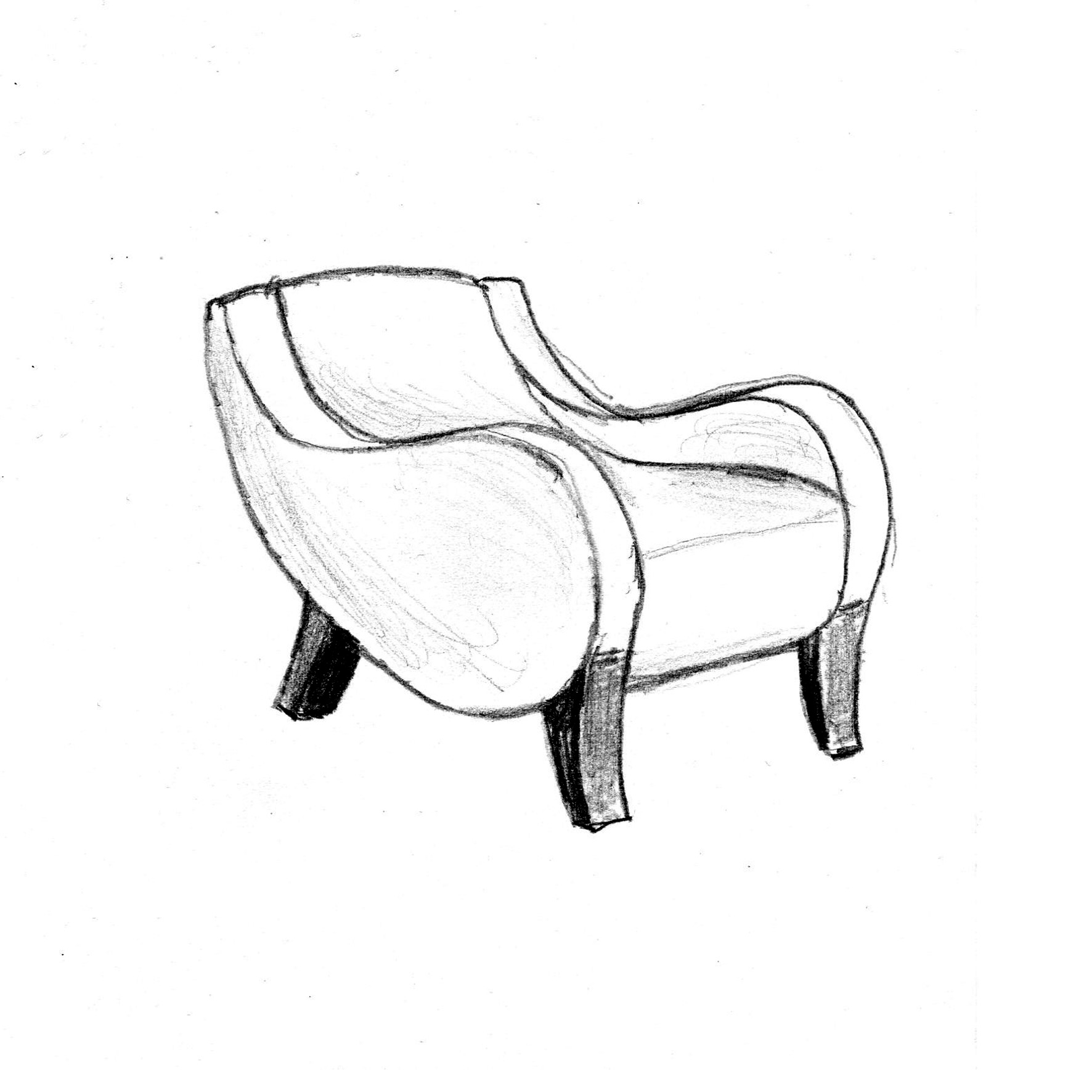
Fauteuil virgule, 1922.
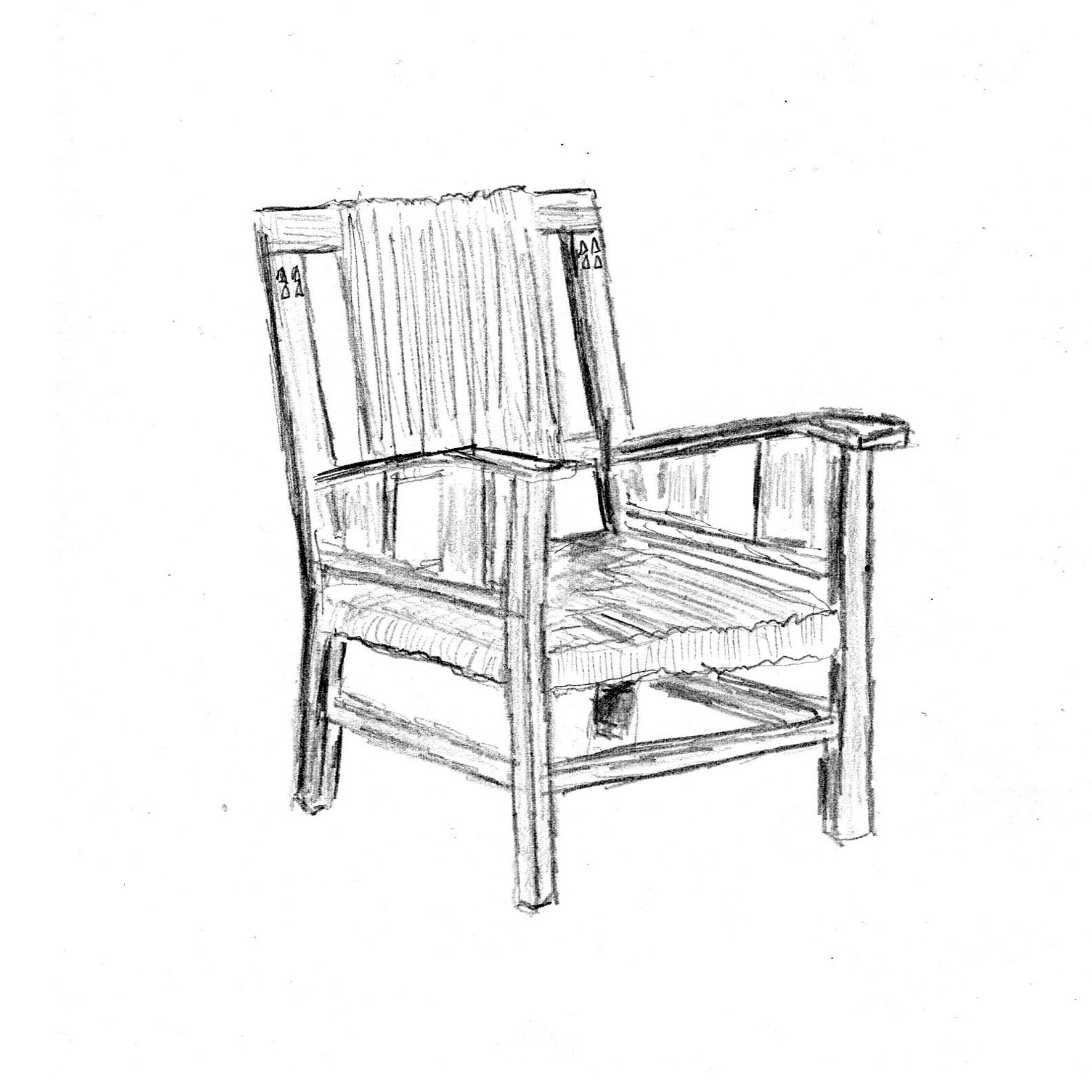
Fauteuil de série, vers 1930.

### Le temps des expositions internationales (1925-1937)
La rupture entre les architectes du Salon d'automne et ceux du Salon des artistes décorateurs s'accentue lors de l'organisation de l'Exposition internationale des Arts décoratifs et industriels modernes en 1925, même si Francis Jourdain et ses amis restent provisoirement dans le camp de la Société des artistes décorateurs en travaillant sur le pavillon « Une ambassade française » plutôt qu'en s'engageant à l'intérieur du  pavillon de « L'Esprit nouveau » de Le Corbusier. Cependant, en 1929, la rupture devient effective lors de la création de l'Union des artistes modernes (UAM) présidée par Robert Mallet-Stevens avec, au comité directeur, Francis Jourdain. Cet engagement prend aussi une tournure politique car les membres les plus radicaux de l'UAM adhérent aussi au Parti communiste et s'inscrivent — comme Francis Jourdain ou Charlotte Perriand — à l'Association des écrivains et artistes révolutionnaires (AEAR) en 1932 auprès d'André Gide, Louis Aragon et Paul Vaillant-Couturier.
Cette période reste paradoxale car, malgré l'arrivée de la Grande Dépression en France, le modernisme social que prônent Francis Jourdain, Charlotte Perriand ou René Gabriel, peine à s'imposer. De 1925 à 1930, il travaille plutôt dans le grand luxe : pour la princesse Murat, le président Louis Barthou, l'imprimeur Draeger, le Collège de France et les hôtels particuliers construits par Mallet-Stevens, dont celui des frères Jean et Joël Martel au 10, rue Mallet-Stevens, où il réalise en 1928 des meubles coulissants, qui peuvent être déplacés sur deux tringles parallèles fixées au mur et où interviendra également Charlotte Perriand. L'Exposition universelle de 1937 lui laisse cependant l'occasion de revenir vers une production économique avec une pièce minimaliste pourvue de meubles interchangeables et re-combinables intitulée Essai de désencombrement pour une jeune travailleuse intellectuelle.
Préfigurant son engagement d'après guerre avec le Secours populaire français, il participe en 1926 à la fondation de la section française du Secours rouge international (le Secours rouge) avec d'autres intellectuels comme Henri Barbusse, Romain Rolland et Pierre Kaldor,.

### La guerre et le travail de mémorialiste (1939-1958)

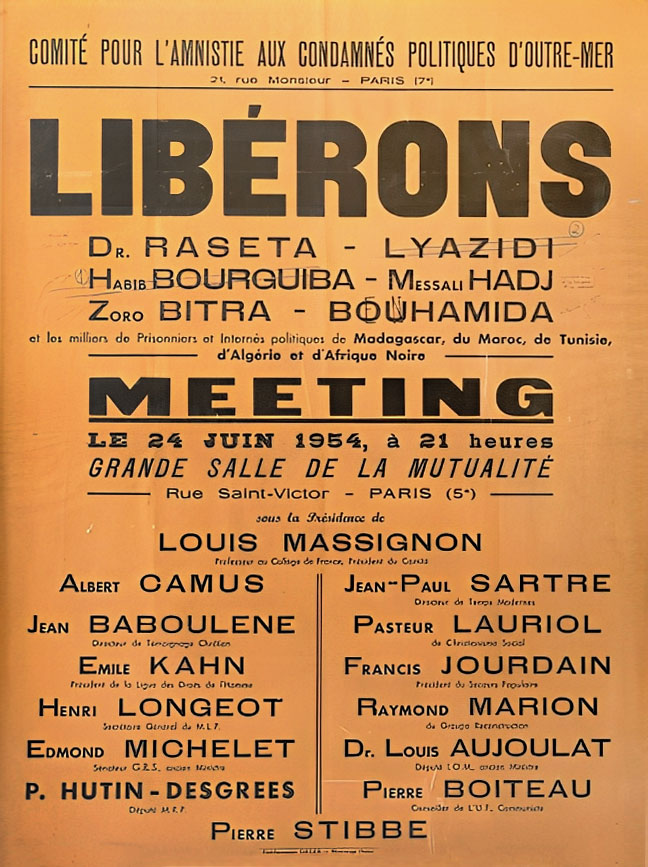
Meeting pour la libération des prisonniers et internés politiques de Madagascar, du Maroc, de Tunisie, d’Algérie et d’Afrique Noire, en présence de Francis Jourdain, 24 juin 1954.

En 1939, Francis Jourdain cesse définitivement ses activités de décorateur, d'autant plus qu'il va être pourchassé par la Gestapo sous l’Occupation. Entré dans la clandestinité en 1941, il intègre le Front national de lutte pour la liberté et l’indépendance de la France aux côtés de Pierre Villon, Henri Wallon et Frédéric Joliot-Curie. Il adhère au Parti communiste français le 4 octobre 1944.
Après la Libération de la France, alors que René Gabriel et Marcel Gascoin mettent en place à grande échelle ses idées sur l'aménagement du logement et sur l'ameublement à bas prix, Francis Jourdain semble avoir abandonné la partie et ne fait que publier quelques textes pour soutenir ce mouvement lié à la Reconstruction. Il n'hésite pas à republier les photographies de son premier ensemble créé en 1913, réaffirmant ainsi son avance sur son temps, soit un peu plus de 30 ans.

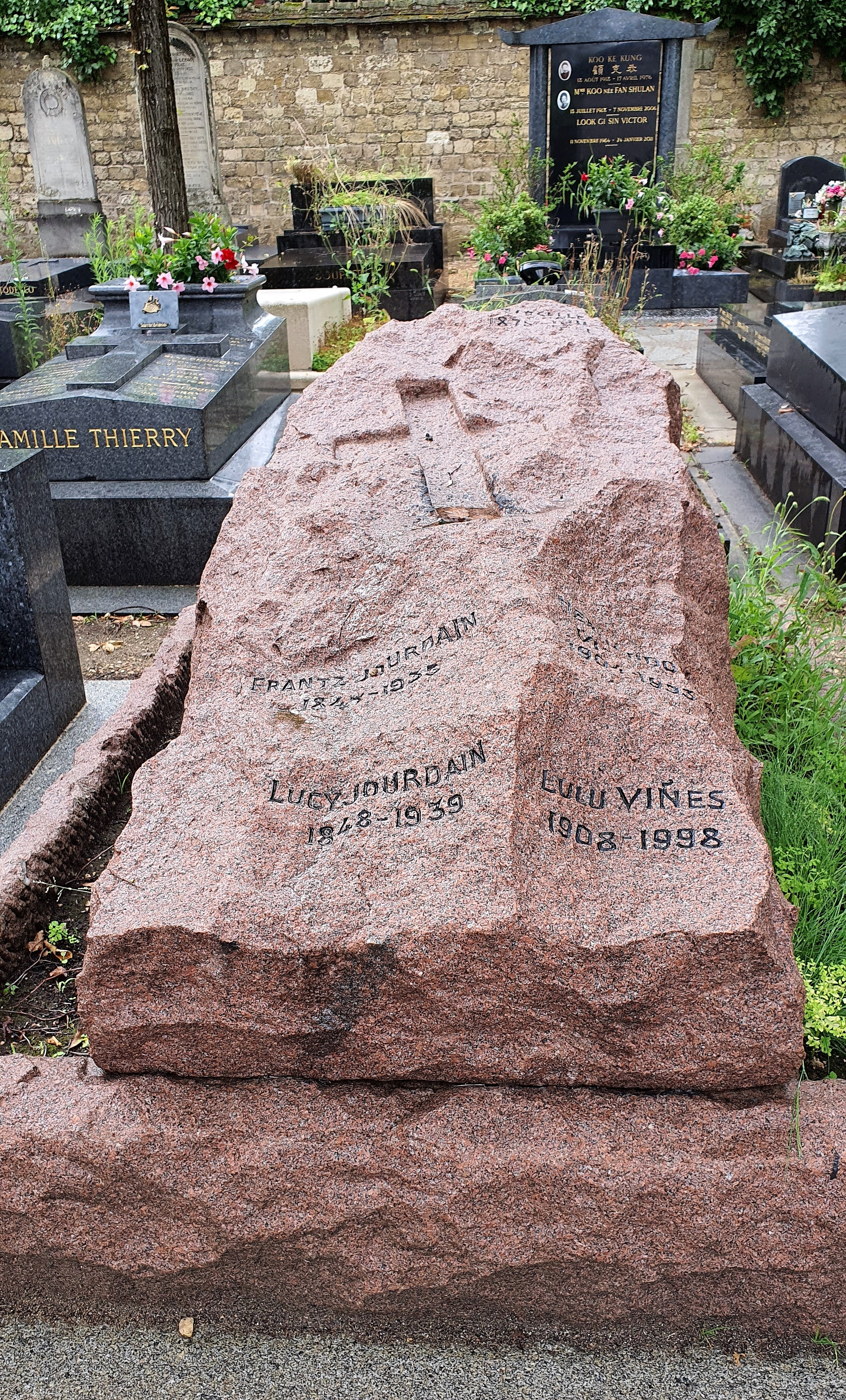
Sépulture de Francis Jourdain, Paris, cimetière du Montparnasse.

Il consacre désormais la majeure partie de son temps à la critique d'art et à l’histoire des artistes qu'il a côtoyés dans sa jeunesse comme Toulouse-Lautrec,, Pierre Bonnard, Paul Cézanne, Albert Marquet, Pierre Chareau, etc. ainsi qu'à la rédaction de ses mémoires. Il est alors membre du comité directeur de la revue La Pensée fondée par Paul Langevin.
Cofondateur du Secours populaire français en 1945, il en exerce la présidence de 1948 jusqu'à sa mort en 1958.
Il est inhumé au cimetière du Montparnasse à Paris.

## Publications
- « L'Art officiel de Jules Grévy à Albert Lebrun », Le Point, no 37, Souillac, avril 1949.
- « Art réaliste, art abstrait... Intelligence des formes », Le Point, no 49, Souillac, septembre 1954 (co-auteur Léon Degand)
- Né en 1876, souvenirs, Paris, Éd. du Pavillon, 1951.
- Sans remords ni rancune (souvenirs épars d'un vieil homme né en « 76 »), Paris, Éd. Corréa, 1953 [nouvelle édition augmentée et corrigée] ; réédition Éditions Delga, 2014  (ISBN 978-2915854725) (« présentation éditeur »).
- Jours d'alarme (souvenirs), Paris, Éd. Corréa, 1954.